# LADY NAVIGATION
「LADY NAVIGATION」（レディ・ナビゲーション）は、日本の音楽ユニット・B'zの楽曲。1991年3月27日にBMGルームスより8作目のシングルとして発売された。

## 概要
前作『愛しい人よGood Night...』より約5か月ぶりのリリースで、デビューの頃より使用していた初代B'zロゴが使用された最後のシングル。発売日の1991年3月27日は松本の30歳の誕生日であり、当時のインタビューで松本は「僕の生誕30周年記念シングル」と冗談めかして語っていた。
オリコン集計では、B'z初のミリオンセラーを達成したシングルである。そして本作より、20thシングル『Real Thing Shakes』まで13作連続ミリオンセラーの記録を作ることとなる。チャートインは計56週 (再発盤含む) を記録し、B'zのシングルとしては最多である。オリコン集計による累計売上はミリオンを突破した。日本レコード協会からはトリプル・プラチナ認定を受けた。
松本がかつてサポートメンバーとして参加していたTM NETWORKのメンバーの小室哲哉は、本作のミリオンセラーが今後を考えさせられるきっかけになったと述べている。
この曲で、1991年の第24回日本有線大賞で「最多リクエスト歌手賞」を前年に続き2年連続で受賞した。また、第6回日本ゴールドディスク大賞ではベスト5シングル賞を受賞した。
2003年3月26日にリマスタリング、12cm化で再発売された。

## 収録曲
| 全作詞: 稲葉浩志、全作曲: 松本孝弘、全編曲: 松本孝弘・明石昌夫。 |                                |          |            |      |
| #                                                                | タイトル                       | 作詞     | 作曲・編曲 | 時間 |
| 1.                                                               | 「LADY NAVIGATION」            | 稲葉浩志 | 松本孝弘   | 4:22 |
| 2.                                                               | 「Pleasure'91 〜人生の快楽〜」 | 稲葉浩志 | 松本孝弘   | 4:25 |
| 合計時間:                                                        | 合計時間:                      | 8:47     |            |      |

## 楽曲解説
1. LADY NAVIGATION
  - カネボウ化粧品 '91夏のイメージソングのために書き下ろされた楽曲で、歌詞の中では当時のカネボウの商品だった「NAVI」がフレーズとして使われている[4]。
  - 前2作とは異なり、再びデジタル・ナンバーとなっている。
  - 原曲はオリジナル・アルバムには収録されておらず、ベスト・アルバム『B'z The Best "Pleasure"』で初収録となった。バージョン違いも存在する（後述）。
  - ライブでは2003年のシークレットライブ『B'z SHOWCASE 2003 "IT'S SHOWCASE!!"』のオープニングナンバーとして約9年ぶり（オリジナルバージョンとしては『B'z LIVE-GYM '91〜'92 "IN THE LIFE"』以来約11年ぶり）に演奏された。その後2013年に行われたツアー『B'z LIVE-GYM Pleasure 2013 -ENDLESS SUMMER-』、2023年に行われたツアー『B'z LIVE-GYM Pleasure 2023 -STARS-』で演奏された[11][12]。
2. Pleasure'91 〜人生の快楽〜
  - 歌詞の中に「マーシャル」が登場する。
  - ベスト・アルバム『B'z The Best "Treasure"』の収録曲を決めるファン投票で8位にランクインした。なお、このベスト・アルバム発売前のCMではこの曲のイントロ部分が使われた。
  - B'zのライブツアーのひとつである『Pleasureツアー』にて多く演奏されており、年ごとにアレンジや歌詞の一部を変えて演奏される（詳細は後述）。なお、ライブでは、再録バージョンでも毎回継承されている末尾のキーボードパートが省略され、イントロ冒頭のフレーズで終わることが多い。

## タイアップ
- カネボウ化粧品 '91夏のイメージソング（#1）

## 参加ミュージシャン
- 松本孝弘:ギター、全曲作曲・編曲
- 稲葉浩志:ボーカル、全曲作詞
- 明石昌夫:全曲編曲
- 田中一光:ドラムス
- 増田隆宣:キーボード
- B+U+M

## バージョン違い

### LADY NAVIGATION
「LADY NAVIGATION」のバージョン違いとして、以下のものがある。
LADY NAVIGATION 〜Cookie & Car Stereo Style〜
3rdミニ・アルバム『MARS』収録。歌詞が全英詞になり、アレンジはロック色が強くなっている。
LADY NAVIGATION
タイトル表記はオリジナルと同じであるが、アレンジは原曲とは大幅に異なり、アコースティックブルースとなっている。歌詞は全英詞だが、上記の「Cookie&Car Stereo Style」とは一部異なっている。
7thオリジナル・アルバム『The 7th Blues』と韓国限定発売のミニ・アルバム『DEVIL』に収録。

### Pleasure’91 〜人生の快楽〜
B'zのライブツアーには『Pleasureツアー』と冠されたものがあり、そのツアーでは一部の年を除いてほぼ毎回本曲が演奏されている。その際は演奏される年ごとにアレンジと歌詞の一部が変更されており、それに伴い曲名が「Pleasure ○○ 〜人生の快楽〜」（○○には年代が入る）に変更される。
変更される歌詞は、主に2番Aメロの部分である。内容は、91年バージョン（原曲）の歌詞に登場した「あいつ」のその後の物語が、タイトルに含まれる「○○年」の時期と連動して展開している。
Pleasure'92 〜人生の快楽〜
1992年に行われた『B'z LIVE-GYM Pleasure '92 "TIME"』で初披露。歌詞は変更されていない。
未音源化、かつ映像作品にも未収録である。
Pleasure'95 〜人生の快楽〜
1995年に行われた『B'z LIVE-GYM Pleasure '95 "BUZZ!!"』で初披露。
映像作品『"BUZZ!!" THE MOVIE』に収録。未音源化。
Pleasure'98 〜人生の快楽〜
ベスト・アルバム『B'z The Best "Treasure"』に収録。
収録曲を決める際のファン投票で原曲が8位にランクインした際に、原曲ではなく98年バージョンとして収録された。
このバージョンのみ、ライブでは披露されていない。
Pleasure 2000 〜人生の快楽〜
2000年に行われた『B'z LIVE-GYM Pleasure 2000 "juice"』で初披露。
映像作品『B'z LIVE-GYM Hidden Pleasure 〜Typhoon No.20〜』に収録。未音源化。
Pleasure 2003 〜人生の快楽〜
2003年に行われた『B'z LIVE-GYM 2003 The Final Pleasure "IT'S SHOWTIME!!"』で初披露。
映像作品『Typhoon No.15 〜B'z LIVE-GYM The Final Pleasure "IT'S SHOWTIME!!" in 渚園〜』に収録。未音源化。
Pleasure 2008 〜人生の快楽〜
ベスト・アルバム『B'z The Best "ULTRA Pleasure"』に収録。
映像作品『B'z LIVE-GYM Pleasure 2008 -GLORY DAYS-』に収録。
「'91」以外のバージョンで音源化されライブ演奏もされているのはこのバージョンのみである。
福岡ソフトバンクホークス投手又吉克樹の登場曲である。
Pleasure 2013 〜人生の快楽〜
2013年に行われた『B'z LIVE-GYM Pleasure 2013 -ENDLESS SUMMER-』で初披露。
映像作品『B'z LIVE-GYM Pleasure 2013 ENDLESS SUMMER -XXV BEST-』に収録。未音源化。
Pleasure 2018 〜人生の快楽〜
2018年に行われた『B'z LIVE-GYM Pleasure 2018 -HINOTORI-』で初披露。
映像作品『B'z LIVE-GYM Pleasure 2018 -HINOTORI-』に収録。未音源化。
Pleasure 2023 〜人生の快楽〜
2023年に行われた『B'z LIVE-GYM Pleasure 2023 -STARS-』で初披露。
映像作品『B'z LIVE-GYM Pleasure 2023 -STARS-』に収録。未音源化。

## 収録アルバム
LADY NAVIGATION
- B'z TV Style SONGLESS VERSION（TV Style）
- MARS（英語詞バージョン「Cookie & Car Stereo Style」）
- The 7th Blues（同名タイトル英語詞ブルースバージョン）
- DEVIL（同名タイトル英語詞ブルースバージョン）
- B'z The Best "Pleasure"
- B'z The Best "ULTRA Pleasure"
- B'z The Best XXV 1988-1998

Pleasure'91 〜人生の快楽〜
- B'z The Best "Treasure"（1998バージョン「Pleasure'98 〜人生の快楽〜」）
- B'z The Best "ULTRA Pleasure"（2008バージョン「Pleasure 2008 〜人生の快楽〜」）

## ライブ映像作品
LADY NAVIGATION
- JUST ANOTHER LIFE
- B'z LIVE-GYM Pleasure 2013 ENDLESS SUMMER -XXV BEST-
- B'z COMPLETE SINGLE BOX (特典DVD)
- B'z LIVE-GYM Pleasure 2023 -STARS-

Pleasure'91 〜人生の快楽〜
- JUST ANOTHER LIFE
- "BUZZ!!" THE MOVIE 「Pleasure'95 〜人生の快楽〜」
- Typhoon No.15 〜B'z LIVE-GYM The Final Pleasure "IT'S SHOWTIME!!" in 渚園〜 「Pleasure 2003 〜人生の快楽〜」
- B'z LIVE-GYM Hidden Pleasure 〜Typhoon No.20〜 「Pleasure 2000 〜人生の快楽〜」
- B'z LIVE-GYM Pleasure 2008 -GLORY DAYS- 「Pleasure 2008 〜人生の快楽〜」
- B'z LIVE-GYM Pleasure 2013 ENDLESS SUMMER -XXV BEST- 「Pleasure 2013 〜人生の快楽〜」
- B'z LIVE-GYM Pleasure 2018 -HINOTORI- 「Pleasure 2018 〜人生の快楽〜」
- B'z LIVE-GYM Pleasure 2023 -STARS- 「Pleasure 2023 〜人生の快楽〜」